# Johann von Wickede († 1577)
Johann von Wickede (* in Lübeck; † 26. Juni 1577) war ein deutscher Ratsherr der Hansestadt Lübeck.

## Leben
Johann von Wickede war der Sohn des Lübschen Bürgers Heinrich von Wickede († 1530). Er wurde 1532 Mitglied der patrizischen Zirkelgesellschaft in Lübeck. Johann von Wickede war 1552 bis 1562 Ordensritter und Hauskomtur der Kommende Reval des Deutschen Ordens in Reval. 1562 kehrte er nach Lübeck zurück. Wickede wurde 1570 in den Lübecker Rat gewählt und befehligte im gleichen Jahr im Dreikronenkrieg auf der Lübecker Flotte. 1576 war er für den Lübecker Rat gemeinsam mit dem letzten Lübecker Amtmann der Insel Bornholm Mattheus Tidemann bei der Rückgabe der seit 1525 an Lübeck verpfändeten Insel an Dänemark tätig.
Er bewohnte den Hof in der Lübecker St.-Annen-Straße 13; das Grundstück ist heute mit der Lübecker Synagoge überbaut.  Er wurde vor dem Hochaltar der Aegidienkirche bestattet, seine Grabplatte ist beschrieben aber nicht mehr nachweisbar.